# 捷利涅
51°48′55″N 32°24′48″E / 51.81528°N 32.41333°E
捷利涅（烏克蘭語：Тельне），是烏克蘭北部的村莊，隸屬切爾尼希夫州的科留基夫卡區。該村面積1.07平方公里，海拔高度148米，2001年人口146，人口密度每平方公里137人。